# Olympische Sommerspiele 1996/Leichtathletik – 10.000 m (Männer)

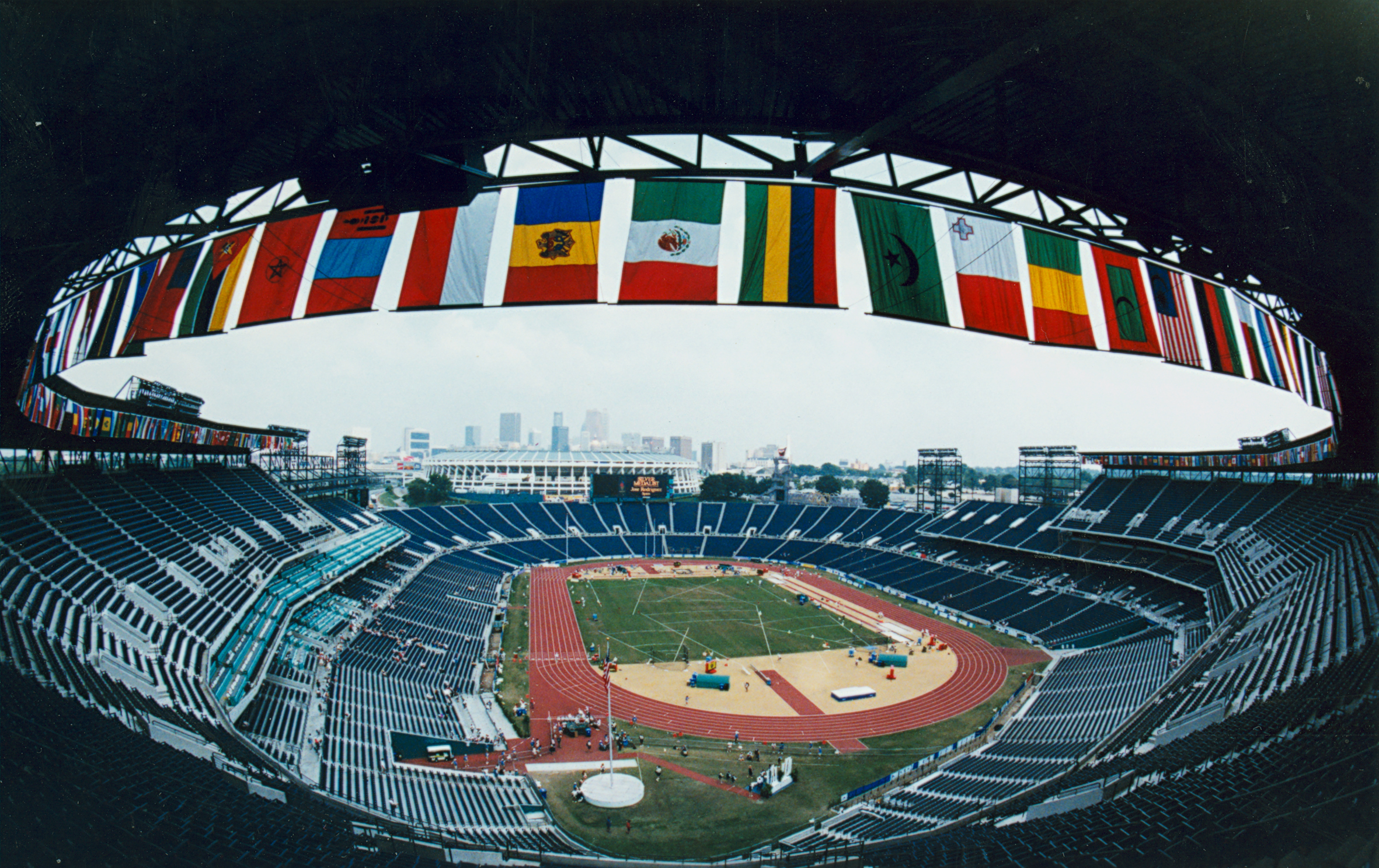
Das Centennial Olympic Stadium von Atlanta im Jahr 1996

Der 10.000-Meter-Lauf der Männer bei den Olympischen Spielen 1996 in Atlanta wurde am 26. und 28. Juli 1996 im Centennial Olympic Stadium ausgetragen. 46 Athleten nahmen teil.
Olympiasieger wurde der Äthiopier Haile Gebrselassie. Er gewann vor dem Kenianer Paul Tergat und dem Marokkaner Salah Hissou.
Für Deutschland startete Stéphane Franke. Er qualifizierte sich für das Finale und wurde Neunter.

Athleten aus der Schweiz, Österreich und Liechtenstein nahmen nicht teil.

## Aktuelle Titelträger
| Olympiasieger 1992                      | Khalid Skah ( Marokko)                 | 27:46,70 min | Barcelona 1992       |
| Weltmeister 1995                        | Haile Gebrselassie ( Äthiopien)        | 27:12,95 min | Göteborg 1995        |
| Europameister 1994                      | Abel Antón ( Spanien)                  | 28:06,03 min | Helsinki 1994        |
| Panamerikanischer Meister 1995          | Armando Quintanilla ( Mexiko)          | 28:57,41 min | Mar del Plata 1995   |
| Zentralamerika und Karibik-Meister 1995 | Marcos Villa ( Mexiko)                 | 29:44,16 min | Guatemala-Stadt 1995 |
| Südamerika-Meister 1995                 | Sérgio Gonçalves da Silva ( Brasilien) | 29:10,73 min | Manaus 1995          |
| Asienmeister 1995                       | Marti Sopjew ( Turkmenistan)           | 30:04,87 min | Jakarta 1995         |
| Afrikameister 1996                      | Stephen Kiogora ( Kenia)               | 29:16,4 min  | Yaoundé 1996         |
| Ozeanienmeister 1994                    | Paul McRae ( Neuseeland)               | 31:11,97 min | Auckland 1994        |

## Rekorde

### Bestehende Rekorde
| Weltrekord         | 26:43,53 min | Haile Gebrselassie ( Äthiopien) | Hengelo, Niederlande      | 16. August 1995    |
| Olympischer Rekord | 27:21,46 min | Brahim Boutayeb ( Marokko)      | Finale OS Seoul, Südkorea | 26. September 1988 |

### Rekordverbesserung
Der äthiopische Olympiasieger Haile Gebrselassie verbesserte im Finale am 29. Juli den bestehenden olympischen Rekord mit seinen 27:07,34 min um 14,12 Sekunden. Seinen eigenen Weltrekord verfehlte er dabei um 23,81 Sekunden.
Anmerkung:
Alle Zeiten sind in Ortszeit Atlanta (UTC−5) angegeben.

## Vorrunde
26. Juli 1996
Die Athleten traten zu insgesamt zwei Vorläufen an. Für das Finale qualifizierten sich pro Lauf die ersten acht Langstreckler. Darüber hinaus kamen die vier Zeitschnellsten, die sogenannten Lucky Loser, weiter. Die direkt qualifizierten Läufer sind hellblau, die Lucky Loser hellgrün unterlegt.

### Vorlauf 1
21:15 Uhr
Majed Abu Maraheel war der erste Sportler, der für die Palästinensischen Autonomiegebiete bei Olympischen Spielen teilnahm.
| Platz | Name                | Nation         | Zeit (min) |
| ----- | ------------------- | -------------- | ---------- |
| 1     | Worku Bikila        | Äthiopien      | 27:50,57   |
| 2     | Paul Tergat         | Kenia          | 27:50,66   |
| 3     | Mathias Ntawulikura | Ruanda         | 27:51,69   |
| 4     | Aloÿs Nizigama      | Burundi        | 27:53,21   |
| 5     | Salah Hissou        | Marokko        | 27:53,32   |
| 6     | Stefano Baldini     | Italien        | 27:55,79   |
| 7     | Abel Antón          | Spanien        | 27:56,26   |
| 8     | Carlos de la Torre  | Spanien        | 28:04,14   |
| 9     | Zoltán Káldy        | Ungarn         | 28:13,49   |
| 10    | Marko Hhawu         | Tansania       | 28:14,08   |
| 11    | Paul Evans          | Großbritannien | 28:24,39   |
| 12    | Robert Johnston     | Neuseeland     | 28:40,60   |
| 13    | Katsuhiko Hanada    | Japan          | 28:52,22   |
| 14    | Róbert Štefko       | Slowakei       | 29:03,80   |
| 15    | Carlos Patrício     | Portugal       | 29:15,41   |
| 16    | Ronaldo da Costa    | Brasilien      | 29:26,58   |
| 17    | Dan Middleman       | USA            | 29:50,72   |
| 18    | Mohamed Ezzher      | Frankreich     | 29:55,34   |
| 19    | Martín Pitayo       | Mexiko         | 30:32,20   |
| 20    | Herder Vázquez      | Kolumbien      | 33:26,15   |
| 21    | Majed Abu Maraheel  | Palästina      | 34:40,50   |
| DNF   | Larbi Zéroual       | Marokko        |            |
| DNS   | Julian Paynter      | Australien     |            |
| DNS   | Yasuyuki Watanabe   | Japan          |            |

### Vorlauf 2

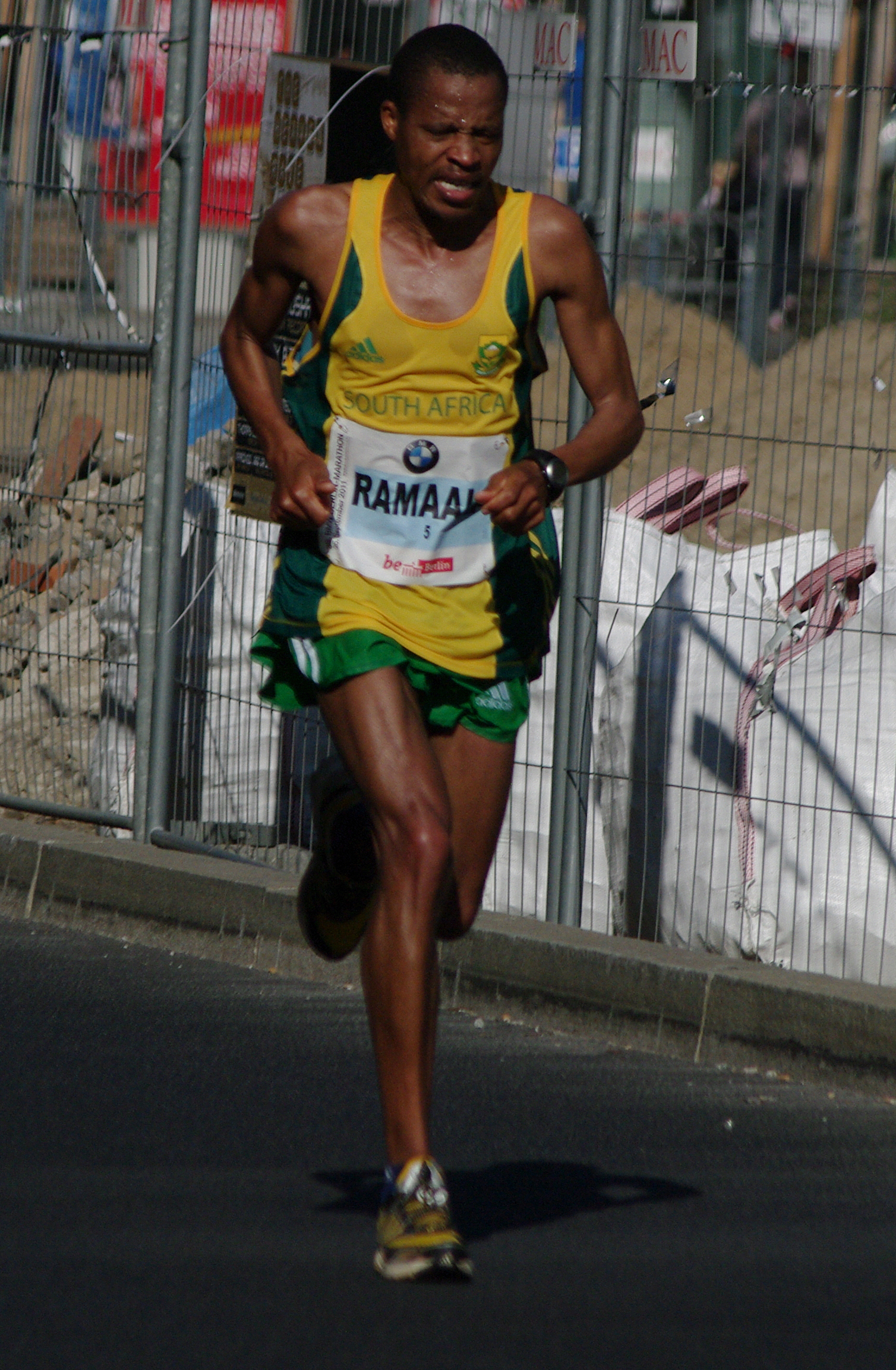
Hendrick Ramaala (hier beim Berlin-Marathon 2011) belegte Rang fünfzehn in seinem Vorlauf und schied damit aus

22:05 Uhr
| Platz | Name                | Nation         | Zeit (min) |
| ----- | ------------------- | -------------- | ---------- |
| 1     | Haile Gebrselassie  | Äthiopien      | 28:14,20   |
| 2     | Josephat Machuka    | Kenia          | 28:14,27   |
| 3     | Paul Koech          | Kenia          | 28:17,48   |
| 4     | Jon Brown           | Großbritannien | 28:19,85   |
| 5     | Alyan al-Qahtani    | Saudi-Arabien  | 28:22,35   |
| 6     | Khalid Skah         | Marokko        | 28:23,21   |
| 7     | Stéphane Franke     | Deutschland    | 28:24,30   |
| 8     | Armando Quintanilla | Mexiko         | 28:27,28   |
| 9     | Alejandro Gómez     | Spanien        | 28:28,16   |
| 10    | Silvio Guerra       | Ecuador        | 28:30,15   |
| 11    | Abraham Assefa      | Äthiopien      | 28:32,24   |
| 12    | Toshinari Takaoka   | Japan          | 28:38,18   |
| 13    | Shaun Creighton     | Australien     | 28:44,29   |
| 14    | Alfredo Brás        | Portugal       | 28:50,28   |
| 15    | Hendrick Ramaala    | Südafrika      | 29:07,81   |
| 16    | Bradley Barquist    | USA            | 29:11,20   |
| 17    | Charles Mulinga     | Sambia         | 29:14,99   |
| 18    | Miroslav Vanko      | Slowakei       | 29:17,53   |
| 19    | Sean Dollman        | Irland         | 29:19,03   |
| 20    | Hamid Sajjadi       | Iran           | 29:22,65   |
| 21    | Jeff Schiebler      | Kanada         | 29:47,79   |
| DNF   | Abdellah Béhar      | Frankreich     |            |
| DNF   | Paulo Guerra        | Portugal       |            |
| DNF   | Todd Williams       | USA            |            |

## Finale

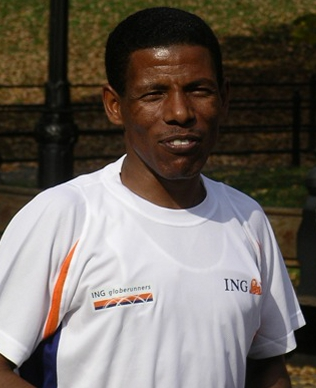
Favoritensieg für Haile Gebrselassie (Foto: 2003)

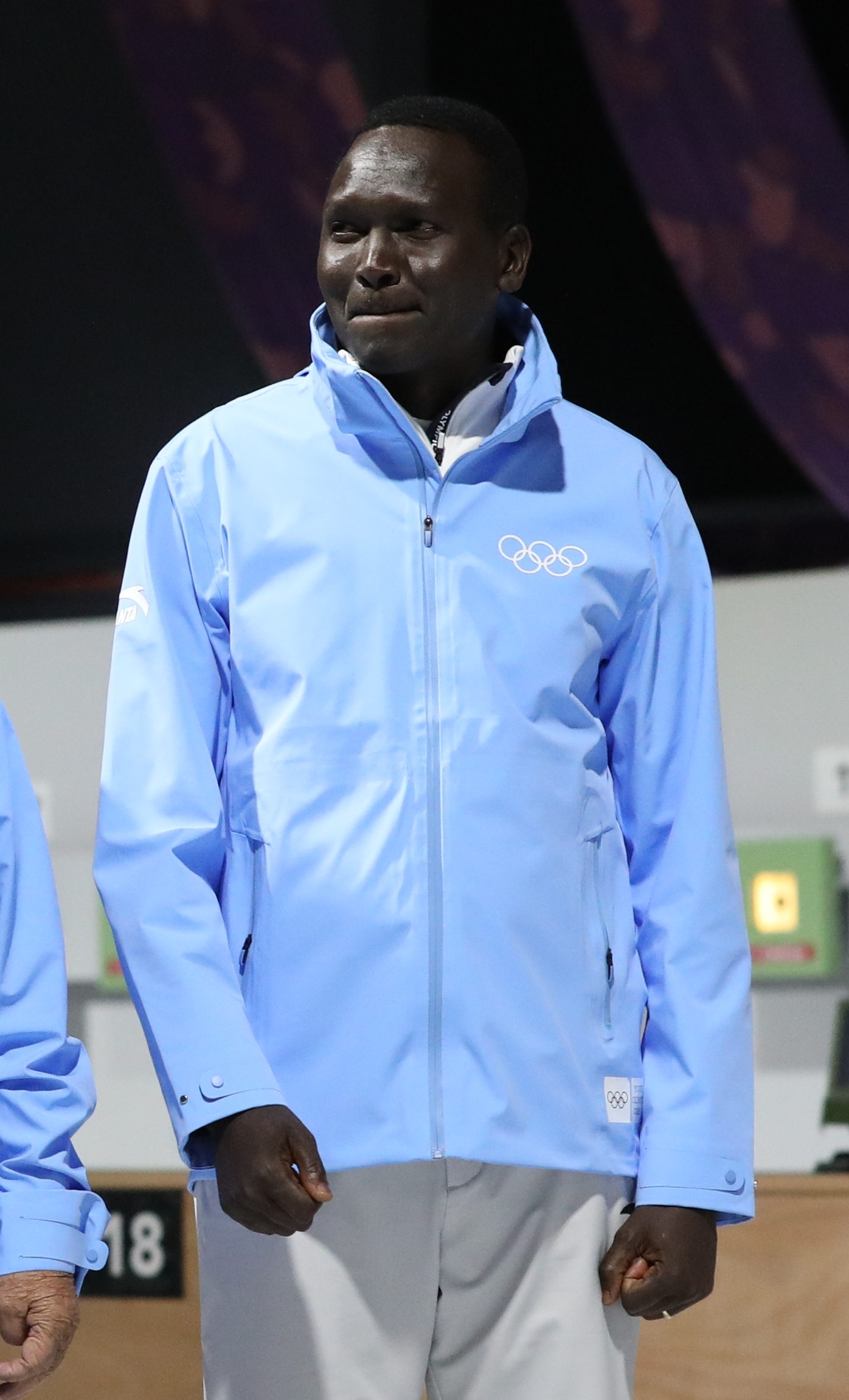
Silbermedaillengewinner Paul Tergat (in einer Aufnahme von 2018)

29. Juli 1996, 22:00 Uhr
| Zwischenzeiten      | Zwischenzeiten | Zwischenzeiten                                        | Zwischenzeiten |
| Zwischenzeit- Marke | Zwischenzeit   | Führende(r)                                           | 1000-m-Zeit    |
| ------------------- | -------------- | ----------------------------------------------------- | -------------- |
| 1000 m              | 2:48,32 min    | Stefano Baldini mit dem kompletten Feld               | 2:48,32 min    |
| 2000 m              | 5:31,26 min    | Aloÿs Nizigama mit dem kompletten Feld                | 2:42,94 min    |
| 3000 m              | 8:16,87 min    | Aloÿs Nizigama mit dem kompletten Feld                | 2:45,61 min    |
| 4000 m              | 11:06,63 min   | Aloÿs Nizigama mit dem kompletten Feld                | 2:49,76 min    |
| 5000 m              | 13:55,22 min   | Aloÿs Nizigama mit dem kompletten Feld                | 2:48,49 min    |
| 6000 m              | 16:35,48 min   | Paul Koech in einer sechsköpfigen Spitzengruppe       | 2:40,26 min    |
| 7000 m              | 19:18,36 min   | Josephat Machuka in einer sechsköpfigen Spitzengruppe | 2:42,88 min    |
| 8000 m              | 22:01,62 min   | Paul Tergat vor Haile Gebrselassie                    | 2:43,39 min    |
| 9000 m              | 24:35,88 min   | Paul Tergat vor Haile Gebrselassie                    | 2:34,29 min    |
| 10.000 m            | 27:07,34 min   | Haile Gebrselassie                                    | 2:31,46 min    |

### Endresultat
| Platz | Name                | Nation         | Zeit (min) | Anmerkung |
| ----- | ------------------- | -------------- | ---------- | --------- |
| 1     | Haile Gebrselassie  | Äthiopien      | 27:07,34   | OR        |
| 2     | Paul Tergat         | Kenia          | 27:08,17   |           |
| 3     | Salah Hissou        | Marokko        | 27:24,67   |           |
| 4     | Aloÿs Nizigama      | Burundi        | 27:33,79   |           |
| 5     | Josephat Machuka    | Kenia          | 27:35,08   |           |
| 6     | Paul Koech          | Kenia          | 27:35,19   |           |
| 7     | Khalid Skah         | Marokko        | 27:46,98   |           |
| 8     | Mathias Ntawulikura | Ruanda         | 27:50,73   |           |
| 9     | Stéphane Franke     | Deutschland    | 27:59,08   |           |
| 10    | Jon Brown           | Großbritannien | 27:59,72   |           |
| 11    | Armando Quintanilla | Mexiko         | 28:09,46   |           |
| 12    | Marko Hhawu         | Tansania       | 28:20,58   |           |
| 13    | Abel Antón          | Spanien        | 28:29,37   |           |
| 14    | Carlos de la Torre  | Spanien        | 28:32,11   |           |
| 15    | Alejandro Gómez     | Spanien        | 28:39,11   |           |
| 16    | Zoltán Káldy        | Ungarn         | 28:45,48   |           |
| 17    | Worku Bikila        | Äthiopien      | 28:59,15   |           |
| 18    | Stefano Baldini     | Italien        | 29:07,77   |           |
| DNF   | Paul Evans          | Großbritannien |            |           |
| DNF   | Alyan al-Qahtani    | Saudi-Arabien  |            |           |

Für das Finale hatten sich alle drei Kenianer und alle drei Spanier qualifiziert. Sie liefen gegen zwei Äthiopier, zwei Marokkaner und zwei Teilnehmer aus Großbritannien sowie je einen Teilnehmer aus Burundi, Deutschland, Italien, Mexiko, Ruanda, Saudi-Arabien, Tansania und Ungarn.
Klarer Favorit war der äthiopische Weltmeister und Weltrekordhalter Haile Gebrselassie. Seine stärksten Konkurrenten waren der Kenianer Paul Tergat, WM-Dritter des Vorjahres, der Olympiasieger von 1992 und Vizeweltmeister Khalid Skah aus Marokko sowie sein Landsmann Salah Hissou, WM-Vierter von 1995.
Die erste Rennhälfte wurde mit 13:55,22 min in einem noch für die meisten Finalteilnehmer machbaren Tempo gelaufen. Anfangs machte der Italiener Stefano Baldini die Führungsarbeit, wurde aber bald von Aloÿs Nizigama aus Burundi abgelöst. Nach der 5000-Meter-Marke gingen die drei Kenianer Tergat, Paul Koech und Josephat Machuka an die Spitze und sorgten für ein deutlich höheres Tempo. Sechs Läufer bildeten jetzt eine Führungsgruppe, neben den drei Kenianern noch Gebrselassie, Hissou und Nizigama. Nach 8000 Metern forcierte Tergat das Tempo. Jetzt war es nur noch Gebrselassie, der folgen konnte. Dahinter hielt sich Hissou mit sechs bis sieben Metern Abstand noch gut, doch sein Rückstand wurde mit zunehmender Renndauer immer größer und die anderen Läufer der früheren Spitzengruppe holten gegenüber Hissou langsam wieder auf. Zu Beginn der letzten Runde zog Gebrselassie einen langen Spurt an, Tergat verlor zunehmend den Kontakt zu ihm. Auf der Zielgeraden kam der Kenianer zwar noch einmal näher, konnte seinen Konkurrenten aber nicht mehr erreichen. Haile Gebrselassie gewann das Rennen mit einem neuen Olympiarekord. Auch Silbermedaillengewinner Paul Tergat unterbot den bis dahin gültigen Rekord. Dies war nur möglich durch die herausragend schnelle zweite Rennhälfte in 13:12,12 min. Salah Hissou konnte seinen dritten Platz verteidigen und gewann mehr als sechzehn Sekunden hinter Tergat die Bronzemedaille. Noch einmal gefährlich nahe aufgerückt waren Aloÿs Nizigama als Vierter, Josephat Machuka als Fünfter und Paul Koech auf Rang sechs. Khalid Skah beendete das Rennen als Siebter vor  Mathias Ntawulikura aus Ruanda. Der Deutsche Stéphane Franke wurde Neunter und war damit der beste Finalist, der nicht aus Afrika stammte.

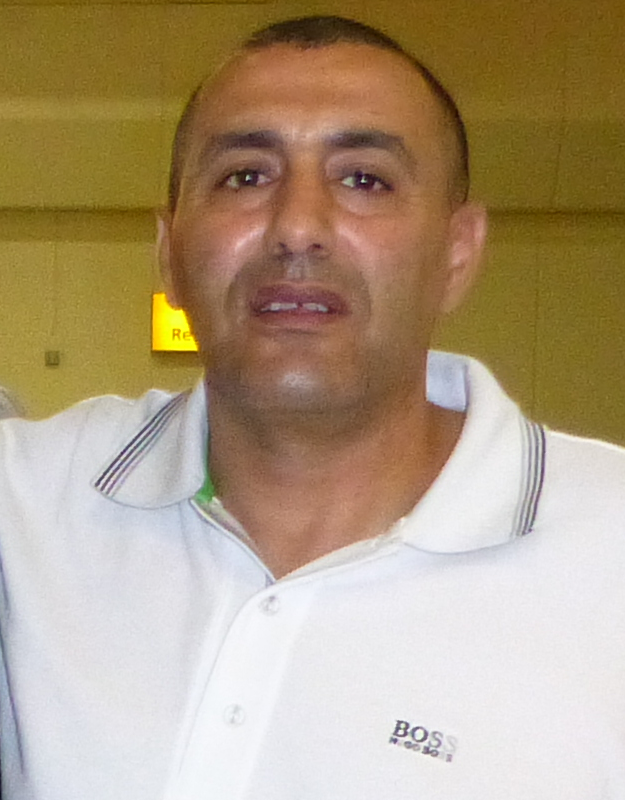
Khalid Skah (Foto: 2006) belegte Rang sieben
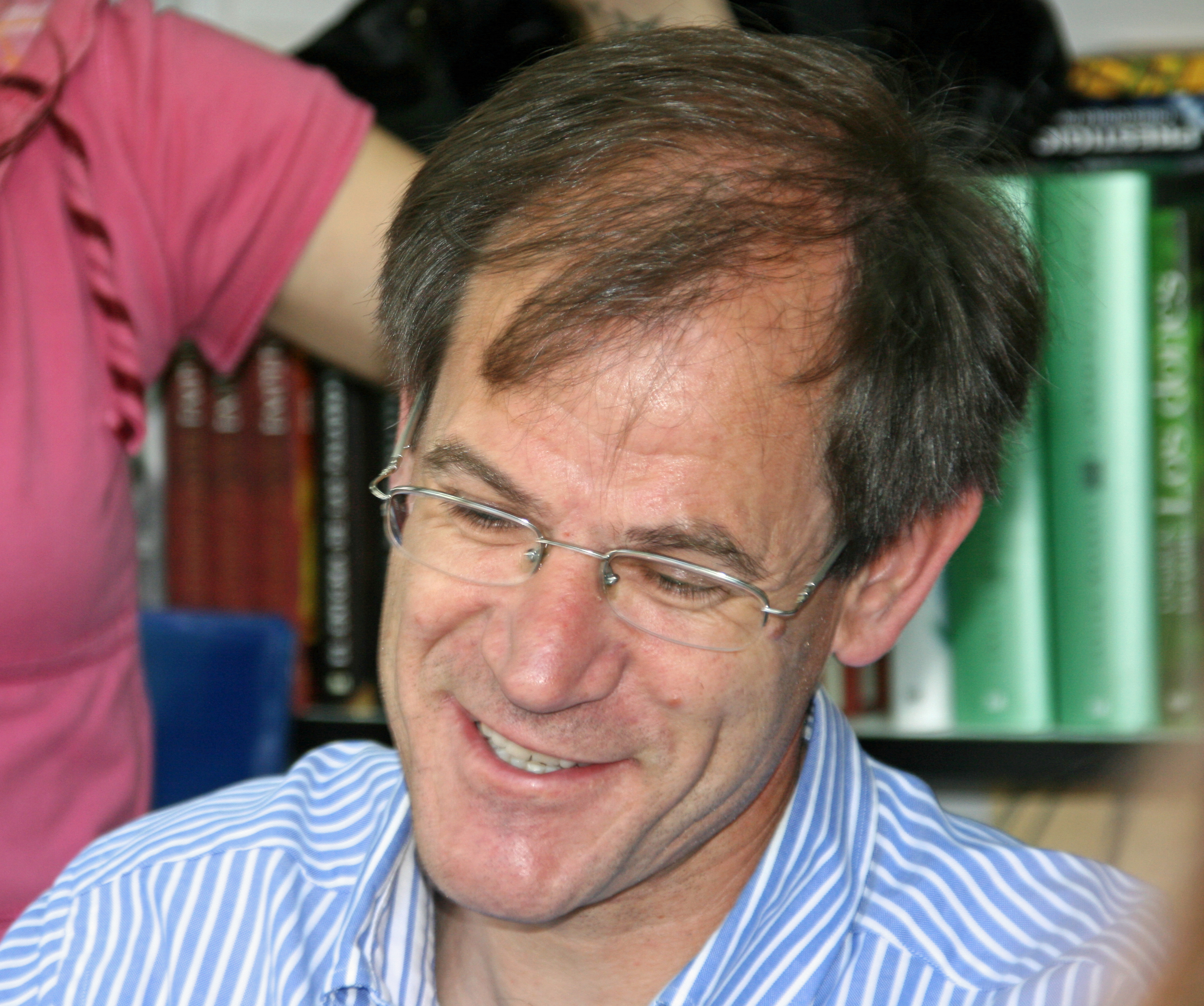
Rang dreizehn für Abel Antón (Aufnahme: 2008)
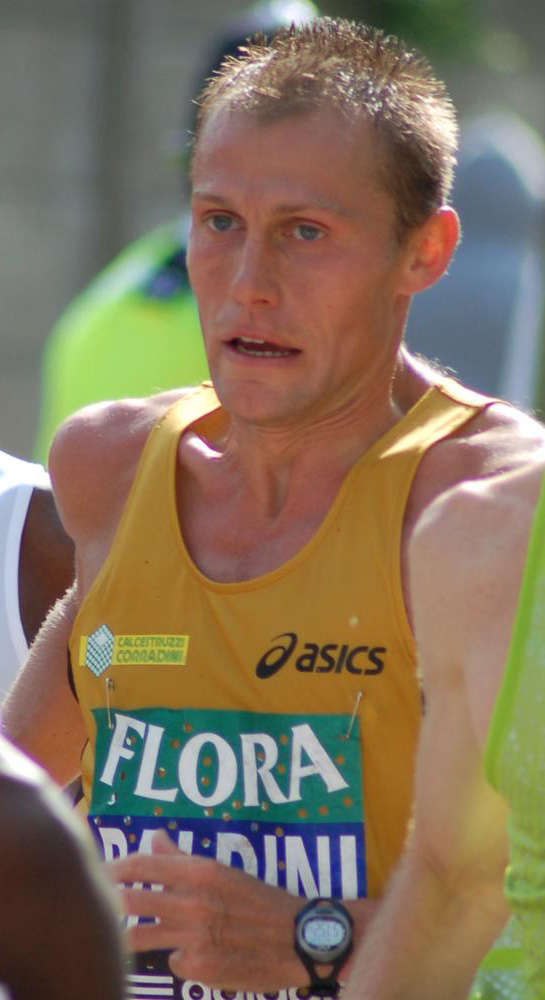
Stefano Baldini (hier im Jahr 2008) kam auf den achtzehnten Platz

## Videolinks
- Men's 10,000m Final Atlanta Olympics 29-07-1996, youtube.com, abgerufen am 4. Januar 2022
- 6296 Olympic 1996 10000m Men, youtube.com, abgerufen am 4. Januar 2022
- 10,000m Final Men, 1996 - Haile Gebrselassie & Paul Tergat. First 5K, youtube.com, abgerufen am 27. Februar 2018
- Finale du 10000m des Jeux Olympiques 1996 d'Atlanta - Haile Gebresselassie & Paul Tergat, youtube.com, abgerufen am 27. Februar 2018